# The Adventures of Robin Hood (film)
The Adventures of Robin Hood is een film uit 1938, onder regie van Michael Curtiz en William Keighley. De hoofdrollen worden vertolkt door Errol Flynn, Olivia de Havilland, Basil Rathbone en Claude Rains.

## Verhaal
Wanneer koning Richard I van Engeland bij zijn terugkeer van een kruistocht gevangen wordt genomen door Leopold V van Oostenrijk, grijpt zijn broer Jan zonder Land de macht in Engeland. Hij vraagt extreem hoge belastingen van de bevolking. Zogenaamd om het losgeld voor Richard bijeen te krijgen maar in werkelijkheid om zijn eigen machtspositie te versterken.
Robin, graaf van Locksley, probeert zich tegen de tirannie van Jan te verzetten, maar wordt hierdoor door Jan beschuldigd als crimineel. Robin vlucht naar het bos van Sherwood. Hij verandert zijn naam in Robin Hood en begint te stelen van rijken om het vervolgens aan de armen te geven. Hij krijgt al snel hulp van een grote schare volgelingen onder wie Kleine Jan.
Op een dag stelen Robin en zijn mannen een grote lading belastinggeld, en besluiten dit achter te houden om Richards losgeld te betalen. Een van de leden van het geldtransport is Lady Marian. Robin neemt haar mee en probeert haar het hof te maken. Ze moet eerst niks van hem hebben, maar gaat al snel inzien dat wat Robin en zijn mannen doen het enige juiste is.
De Sheriff van Nottingham overtuigt prins Jan om een boogschietwedstrijd te organiseren en zo Robin Hood uit zijn tent te lokken. Robin trapt erin en wordt gevangengenomen. Marian waarschuwt Robins mannen, die hem meteen komen bevrijden.
Ondertussen keert koning Richard, vermomd als monnik, terug naar Engeland. Hij wordt echter herkend door een handlanger van prins John. Die maakt meteen plannen om zich van Richard te ontdoen voor hij een leger op de been kan brengen. Marian probeert Robin te waarschuwen, maar wordt betrapt en gevangengenomen.
Richard bezoekt Robin en onthult wie hij werkelijk is. Ze beramen een plan om het kasteel in te komen en John te stoppen voor hij zich officieel tot koning kan laten kronen. De list slaagt. Robin redt Marian uit de kerker, terwijl Richard zijn troon terugpakt. Prins Jan wordt verbannen. Robin en zijn mannen krijgen gratie van al hun misdaden.

## Rolverdeling
| Acteur              | Personage                            |
| ------------------- | ------------------------------------ |
| Errol Flynn         | Robin van Locksley, alias Robin Hood |
| Olivia de Havilland | Maid Marian                          |
| Basil Rathbone      | Guy                                  |
| Claude Rains        | Prins John                           |
| Patric Knowles      | Will Scarlett                        |
| Alan Hale           | Kleine Jan                           |
| Melville Cooper     | Sheriff van Nottingham               |
| Ian Hunter          | Koning Richard                       |
| Una O'Connor        | Bess                                 |
| Herbert Mundin      | Much de molenaarszoon                |
| Montagu Love        | Bisschop                             |

## Achtergrond

### Productie
The Adventures of Robin Hood werd opgenomen op verschillende locaties in de Amerikaanse staat Californië. Het Bidwell Park in Chico deed dienst als het bos van Sherwood. Het boogschuttertoernooi werd opgenomen in Busch Gardens in Pasadena.
James Cagney werd oorspronkelijk gecast voor de rol van Robin Hood, maar trok zich terug vanwege onenigheid over zijn contract. Dit maakte de weg vrij voor Flynn, maar zorgde er wel voor dat de productie drie jaar werd uitgesteld. De rol van Kleine Jan werd vertolkt door Alan Hale, die dezelfde rol 15 jaar eerder ook al speelde in Robin Hood.
De film had een budget van 2 miljoen dollar, en was de eerste Warner Bros. film die werd opgenomen in three-strip Technicolor De film betekende een grote omslag voor Warner Bros., die tot dusver vooral bekend was van low-budget misdaadfilms.
Professioneel boogschutter Howard Hill werd ingehuurd om veel van de pijlen tijdens de scène op het boogschuttertoernooi af te vuren. Vooral bekend is de scène waarin Robin een andere pijl doormidden klieft. In het tv-programma MythBusters werd onderzocht of zoiets echt mogelijk is, maar dit bleek niet het geval te zijn. In de film werd vermoedelijk een holle pijl van bamboe gebruikt voor deze scène.

### Ontvangst
De film werd goed ontvangen, en was de op vijf na best verkochte film van het jaar. In totaal bracht de film 4 miljoen dollar op.
Warner Bros. was dermate tevreden met het resultaat, dat Flynn in nog twee epische films werd gecast: Dodge City en The Private Lives of Elizabeth and Essex.

## Prijzen en nominaties
The Adventures of Robin Hood won drie Academy Awards:
- Best Art Direction (Carl Jules Weyl)
- Beste filmmontage (Ralph Dawson)
- Beste originele muziek (Erich Wolfgang Korngold)

De film was ook genomineerd voor een Academy Award voor beste film.
In 1995 werd de film opgenomen in de National Film Registry.